# Miyagi Stadium

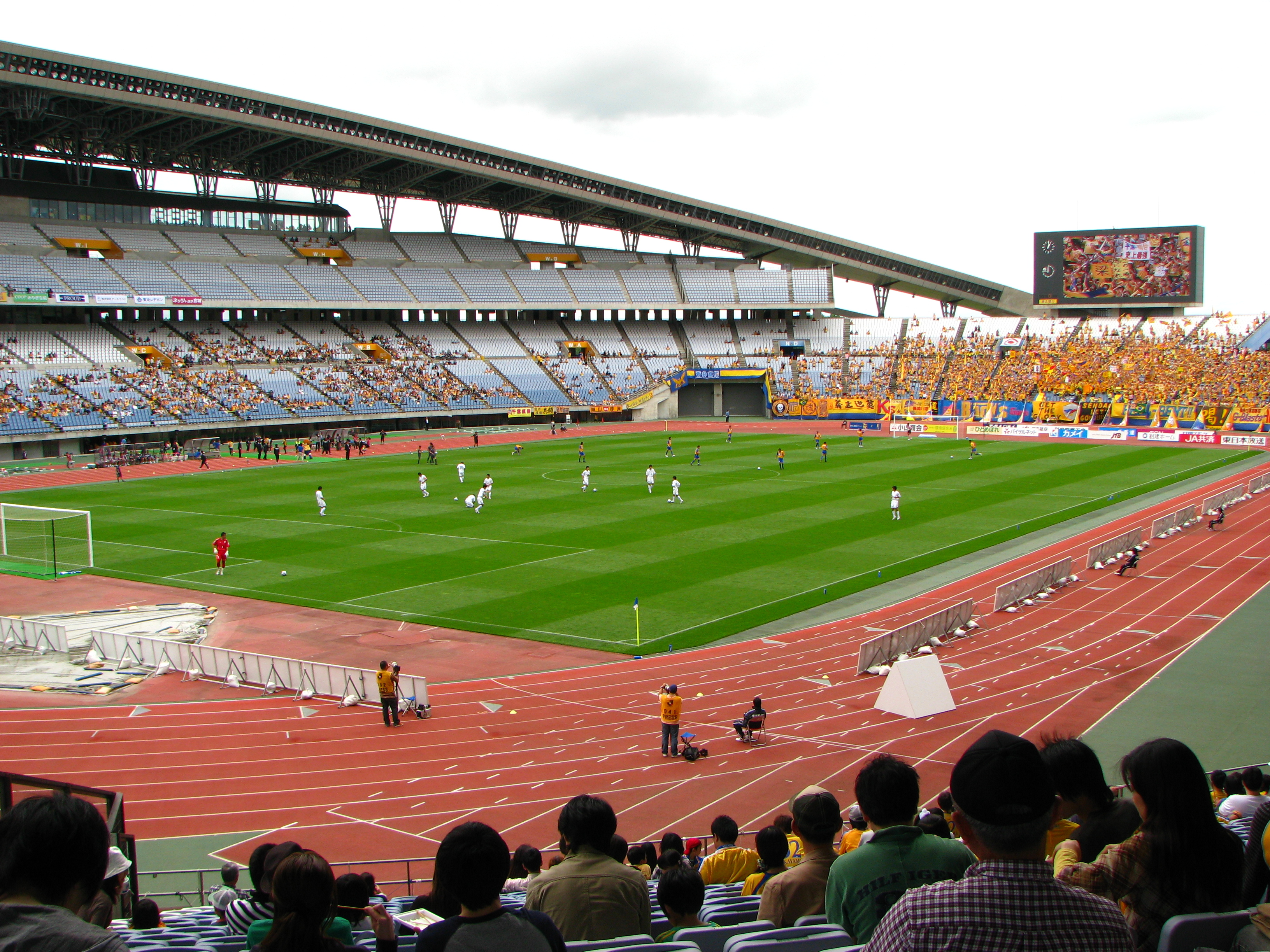

Il Miyagi Stadium (ひとめぼれスタジアム宮城?) è uno stadio sportivo della città di Rifu, nella Prefettura di Miyagi, in Giappone.
Lo stadio ha una capacità di 49.133 spettatori, oltre il campo da calcio si estende la pista d'atletica e nella parte nord è posizionato un maxi-schermo.
In questo impianto si sono tenute tre partite dei Mondiali 2002, e due partite della Nazionale giapponese, contro la Slovacchia (1-1) e contro l'Honduras.

## Partite dei Mondiali 2002
- Messico -  Ecuador 2-1 (Fase a gironi)
- Svezia -  Argentina 1-1 (Fase a gironi)
- Giappone -  Turchia 0-1 (Ottavi di finale)